# La tela de araña
La tela de araña es una novela inacabada de Joseph Roth, publicada del 7 de octubre al 6 de noviembre de 1923 en entregas en el «Arbeiter-Zeitung», órgano oficial del partido socialista austriaco. Curiosamente la novela, sin terminar, vio su último episodio publicado dos días antes del putsch de Múnich de Hitler y Ludendorff, «lo que atestigua la clarividencia de Roth ante la situación política de su época». La primera edición del libro se publicó a título póstumo en 1967 en Colonia y Berlín. En español se publicó en 1991 por Sirmio, en la traducción de Javier Orduña.

## Trama
Ambientado a principios de la posguerra, describe la realidad de la República de Weimar a través  de una de una serie de personajes icónicos. El protagonista es el teniente Theodor Lohse, un oficial de la gran guerra, sediento de poder y cegado por el egoísmo, dispuesto a hacer lo que haga falta para lograr sus objetivos. Odia a los socialistas y a los judíos. Comienza como estudiante de Derecho en Berlín. Trabaja como tutor privado en casa del joyero judío Efrussi. Le resulta difícil insertase en la nueva vida civil. Renuncia a seguir trabajando para el joyero y se integra en una organización secreta de Múnich, cuyo nombre él mismo desconoce, sólo sabe la letra S y el número romano II.
Todo en el fondo de una realidad cada vez más inestable y violenta, sangrienta con los enfrentamientos entre los Freikorps y los comunistas. Lohse conoce al detective Gonther Klitsche, que se infiltra entre los socialistas con nombre falso y luego es confidente de la policía. Lohse mata a Klitsche, encubre el homicidio y lo sustituye en el trabajo. A Lohse le gustaría visitar Ludendorff en Múnich, a quien adora, pero el contacto directo está prohibido. A Lohse le molesta que la prensa lo desconozca, mientras que todos los días hablan de Adolf Hitler y el nacionalsocialismo. Empieza a aparecer con su intervención en un atentado frustrado de los comunistas.
Vuelve al ejército. Lo usan para reprimir una huelga de jornaleros. Entra en escena Benjamin Lenz, un judío de Lodz que era un espía en la guerra. No sólo le proporciona mensajes a Lohse, sino también a los izquierdistas. Lohse interviene en una manifestación de la Alexanderplatz, reprimiendo a los trabajadores.
Se casa con una dama aristocrática, Elsa von Schlieffen, también nacionalista y antisemita. Lenz paga la boda. Lohse deja el ejército, consigue un cargo en el ministerio del interior, participando él mismo en interrogatorios y torturas. Descubre que Lenz es un espía, pero no puede hacer nada contra él, porque Lenz sabe demasiado de él. Acaba la novela con Lenz enviando a su hermano al extranjero.

## Adaptación
Bernhard Wicki dirigió una adaptación cinematográfica de la novela en el año 1989, con guion de Wolfgang Kirchner y el propio Wicki. Ulrich Máhe interpretó a Theodor Lohse, Klaus Maria Brandauer a Benjamin Lenz, Armin Mueller-Stahl es el baron von Rastchuk, András Fricsay como Gonther Klitsche, Corinna Kirchhoff como Elsa von Schlieffen y Agnes Fink interpreta a la madre de Lohse. Estuvo nominada a la Palma de Oro en el Festival de Cannes de 1989. Ganó tres premios del cine alemán: segunda mejor película, mejor director y mejor diseño de producción (Götz Heymann, Karel Vacek).